# Powiat Pécsvárad
Powiat Pécsvárad (węg. Pécsváradi járás) – jeden z dziewięciu powiatów komitatu Baranya na Węgrzech. Siedzibą władz jest Pécsvárad.

## Miejscowości powiatu Pécsvárad
- Apátvarasd
- Berkesd
- Erdősmecske
- Erzsébet
- Fazekasboda
- Hidas
- Kátoly
- Kékesd
- Lovászhetény
- Martonfa
- Mecseknádasd
- Nagypall
- Óbánya
- Ófalu
- Pécsvárad
- Pereked
- Szellő
- Szilágy
- Zengővárkony